# Neodorcadion bilineatum
Neodorcadion bilineatum är en skalbaggsart som först beskrevs av Ernst Friedrich Germar 1824.  Neodorcadion bilineatum ingår i släktet Neodorcadion och familjen långhorningar.
Artens utbredningsområde är Ukraina. Inga underarter finns listade i Catalogue of Life.

## Bildgalleri

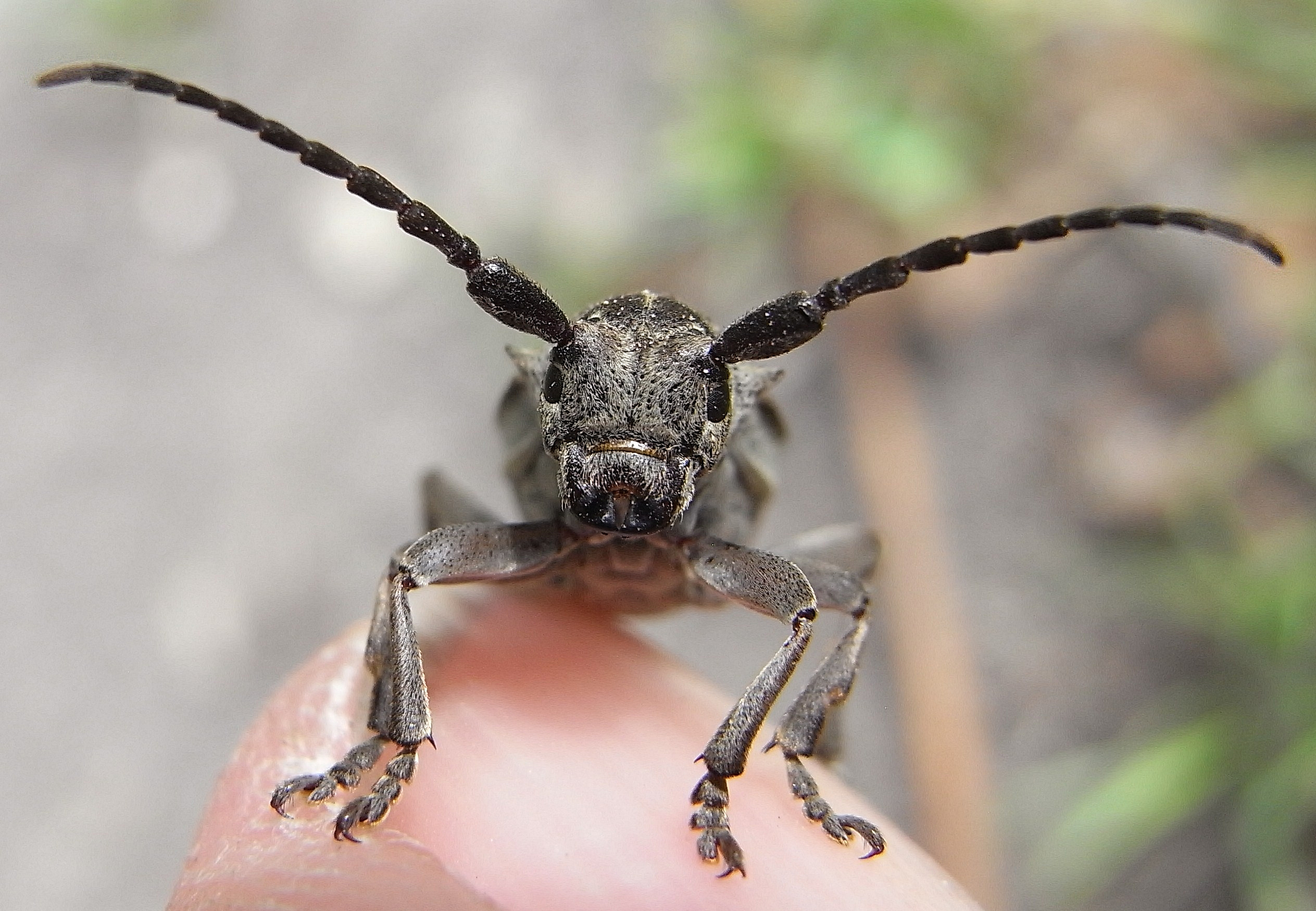
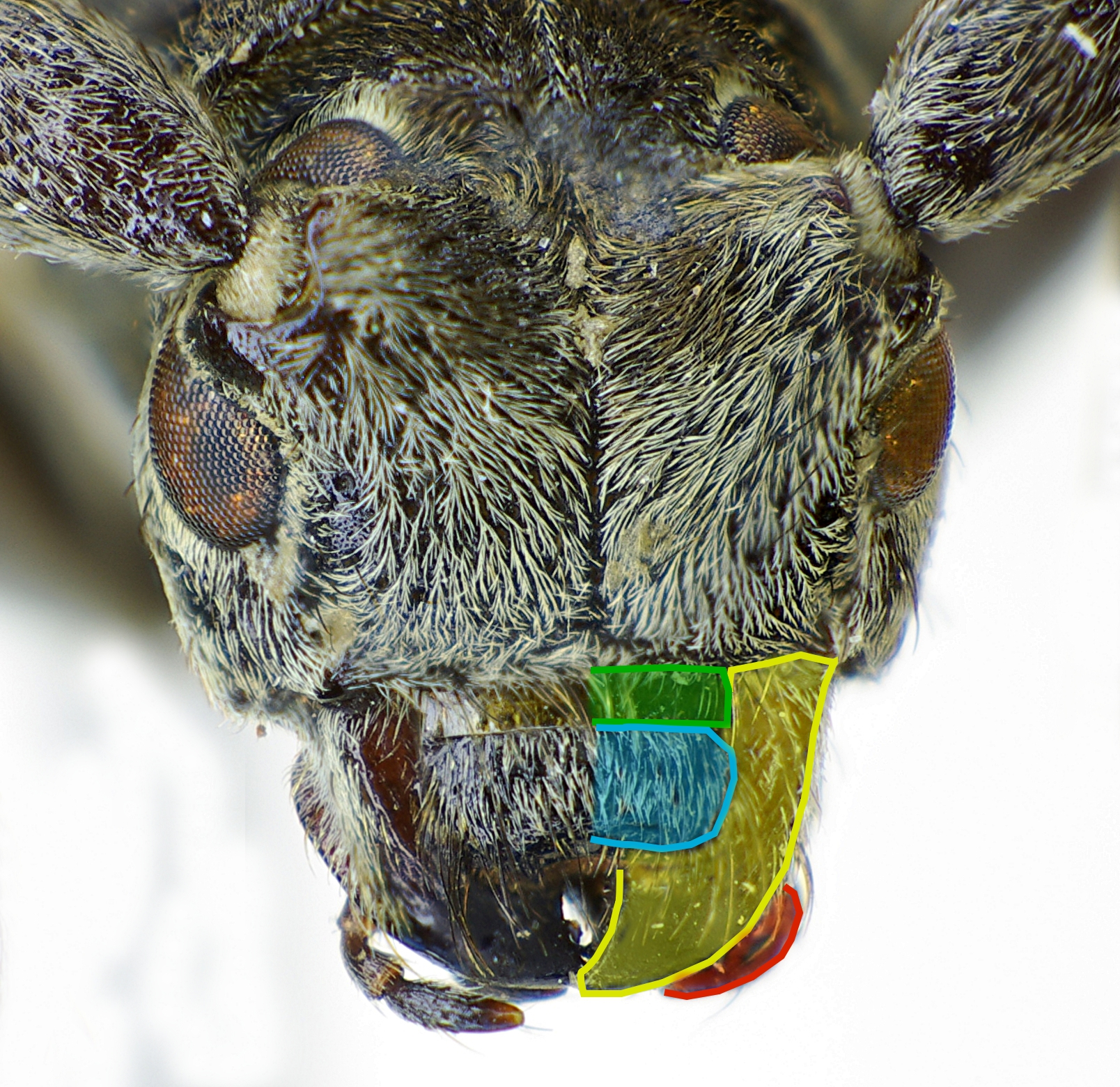
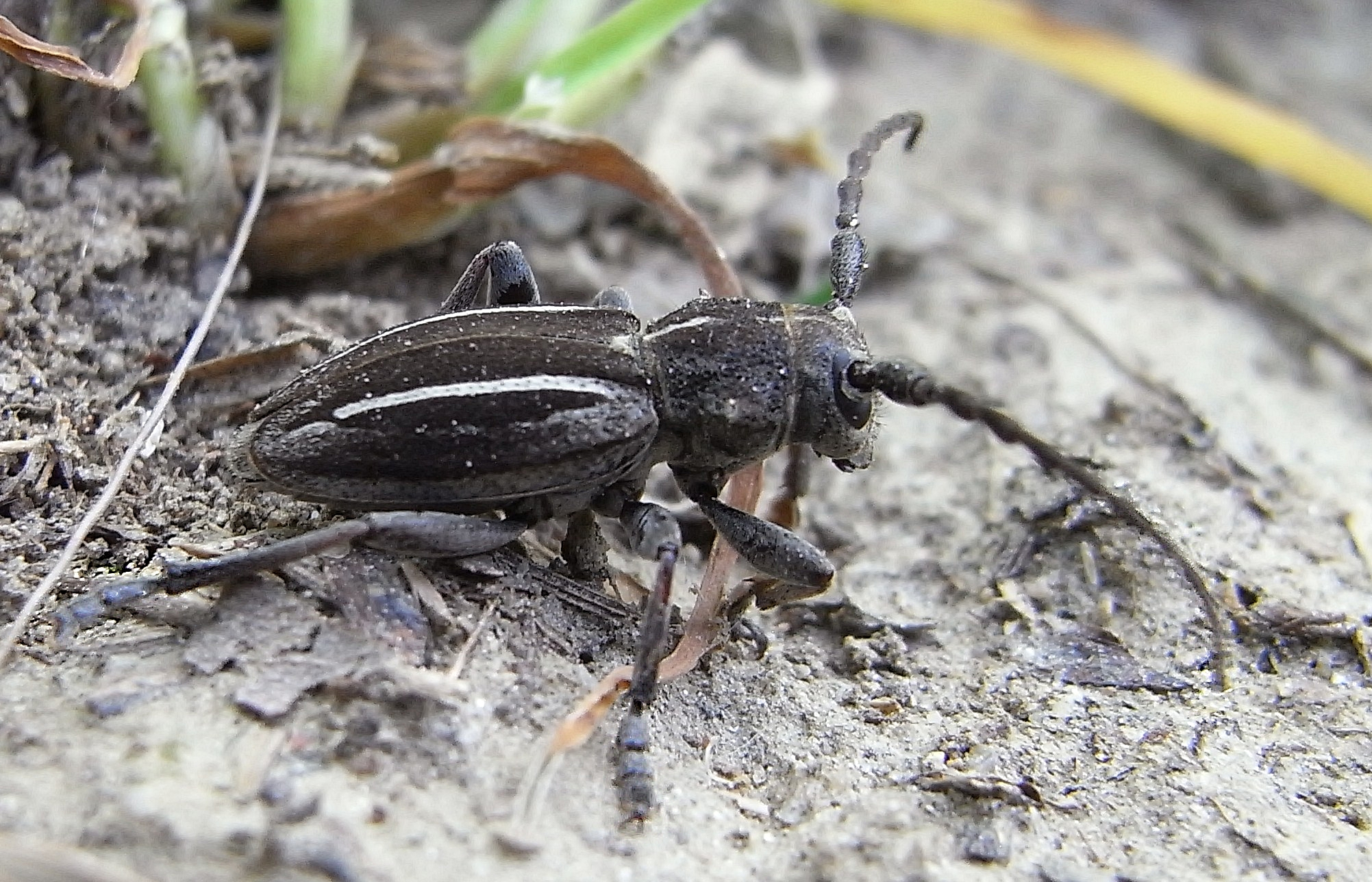
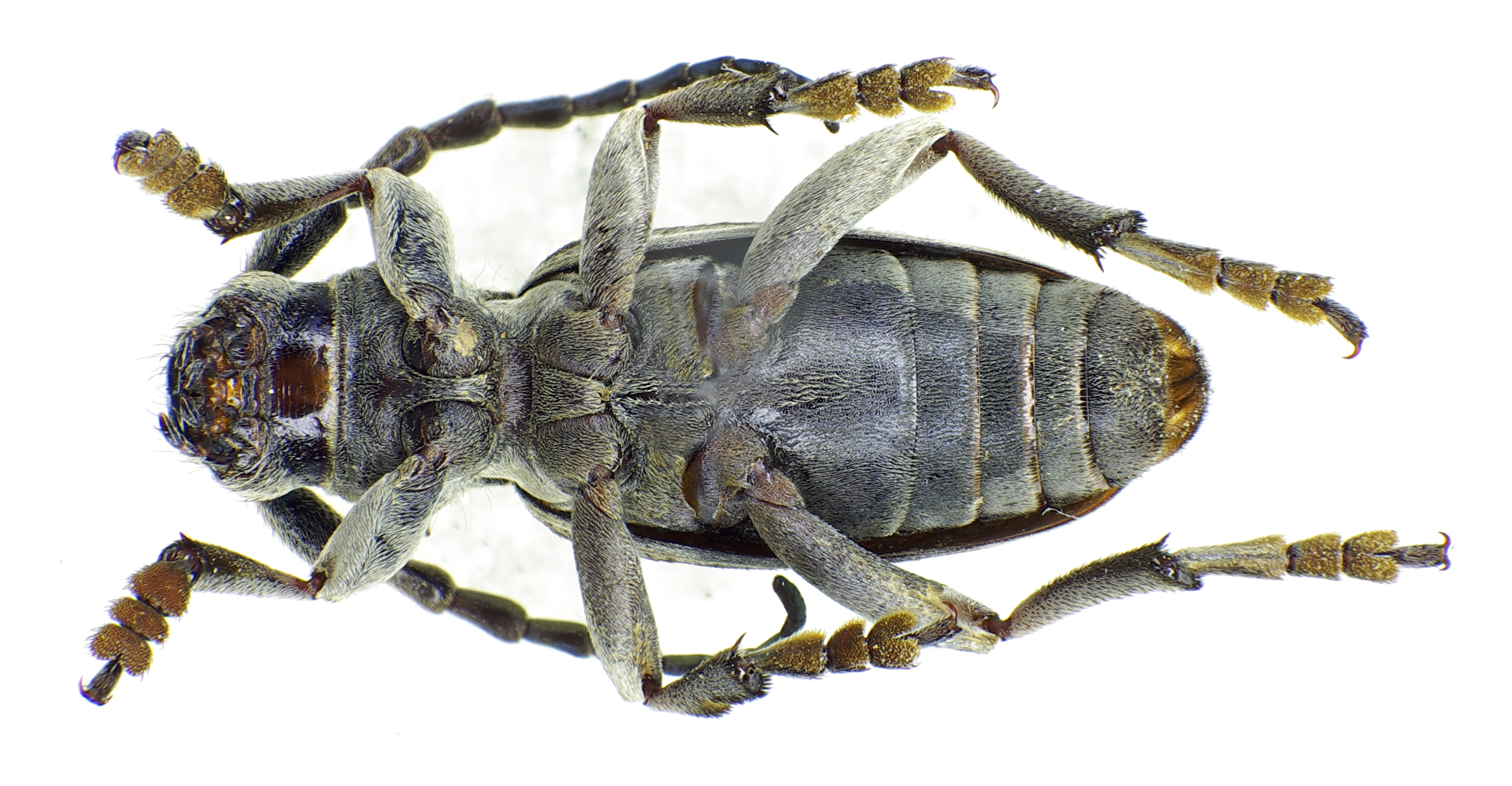
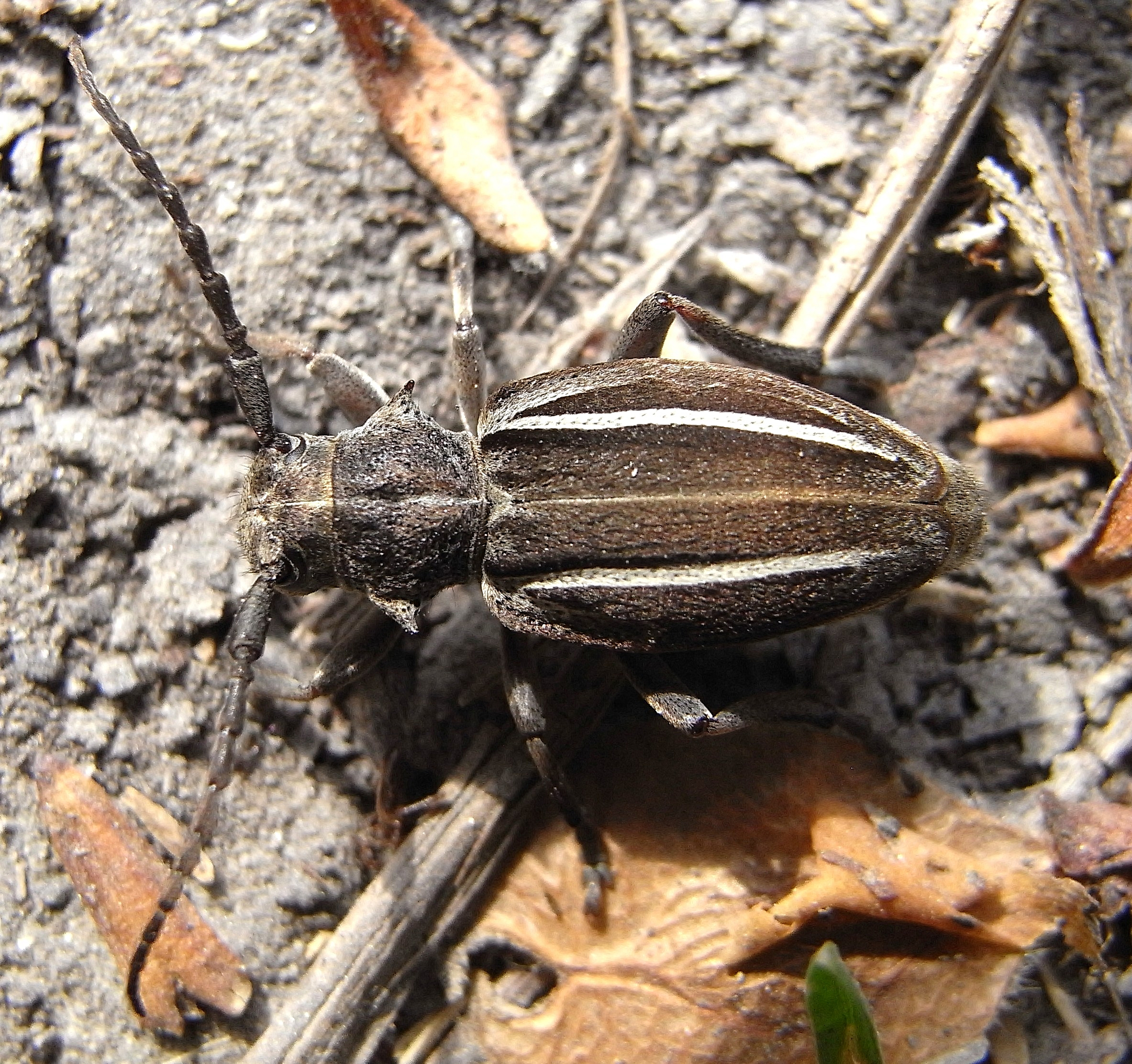